# Rhaphium shannoni
Rhaphium shannoni är en tvåvingeart som beskrevs av Charles Howard Curran 1926. Rhaphium shannoni ingår i släktet Rhaphium och familjen styltflugor. Inga underarter finns listade i Catalogue of Life.